# الحيمة (خميس مشيط)
الحيمة : إحدى مراكز محافظة خميس مشيط. تقع في شمال المحافظة على مسافة 58 كيلاً، ويقطنها 5920 نسمة.